# Tombeau de Rachel

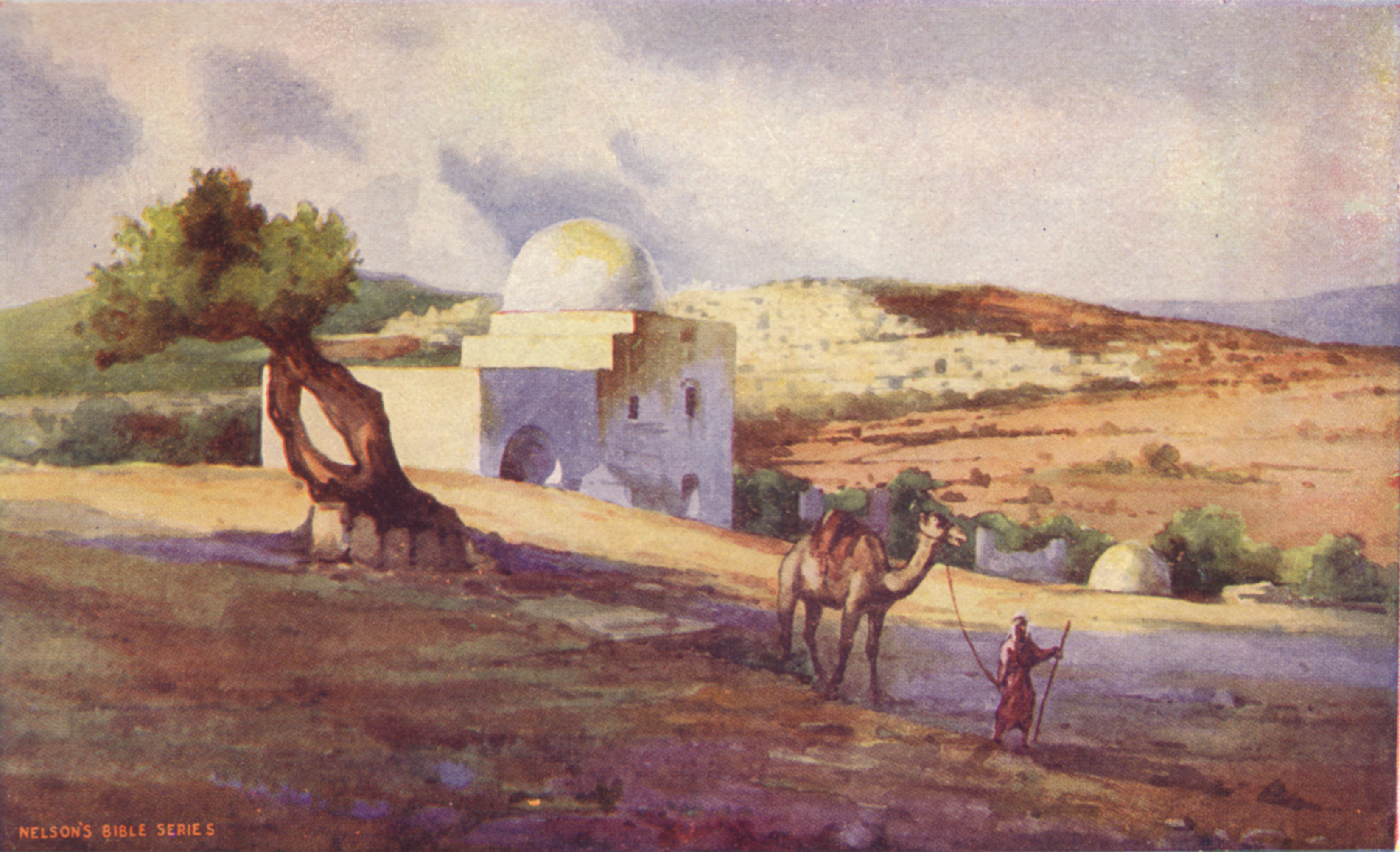
La tombe de Rachel peinte en 1911

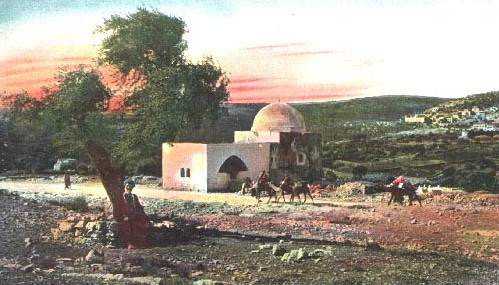
Tombeau de Rachel (v. 1910)

Le tombeau de Rachel est un site saint pour le judaïsme. Il est situé à côté de la ville de Bethléem sur le territoire biblique de Judée, en actuelle Cisjordanie. C'est le lieu où, selon la tradition, est enterrée Rachel, femme de Jacob, qui est morte en donnant naissance à Benjamin.

## Le site
Le site est considéré comme le troisième lieu saint du judaïsme après le Mont du Temple, à Jérusalem, et le tombeau des Patriarches, à Hébron. Le tombeau de Rachel est un lieu de pèlerinage pour les Juifs, et en particulier les femmes qui n'arrivent pas à enfanter. 
Selon le prophète Jérémie, Rachel pleura pour ses enfants, quand les Juifs furent exilés, car ils passèrent devant son tombeau sur le chemin de Babylone.

« Une voix retentit dans Rama, une voix plaintive, d'amers sanglots. C'est Rachel qui pleure ses enfants, qui ne veut pas se laisser consoler pour ses fils car ils ne sont plus. Ainsi parle Hachem: que ta voix cesse de gémir et tes yeux de pleurer, car il y aura une compensation à tes efforts, parole d'Adonaï, ils reviendront du pays de l'ennemi. Et il y a de l'espoir pour ton avenir, parole d'Hachem, tes enfants rentreront dans leur domaine »

— Livre de Jérémie 31:14-16
Le tombeau actuel consiste en un rocher surmonté de onze pierres, chacune pour les onze enfants de Jacob qui étaient vivants quand Rachel mourut en donnant naissance à Benjamin.

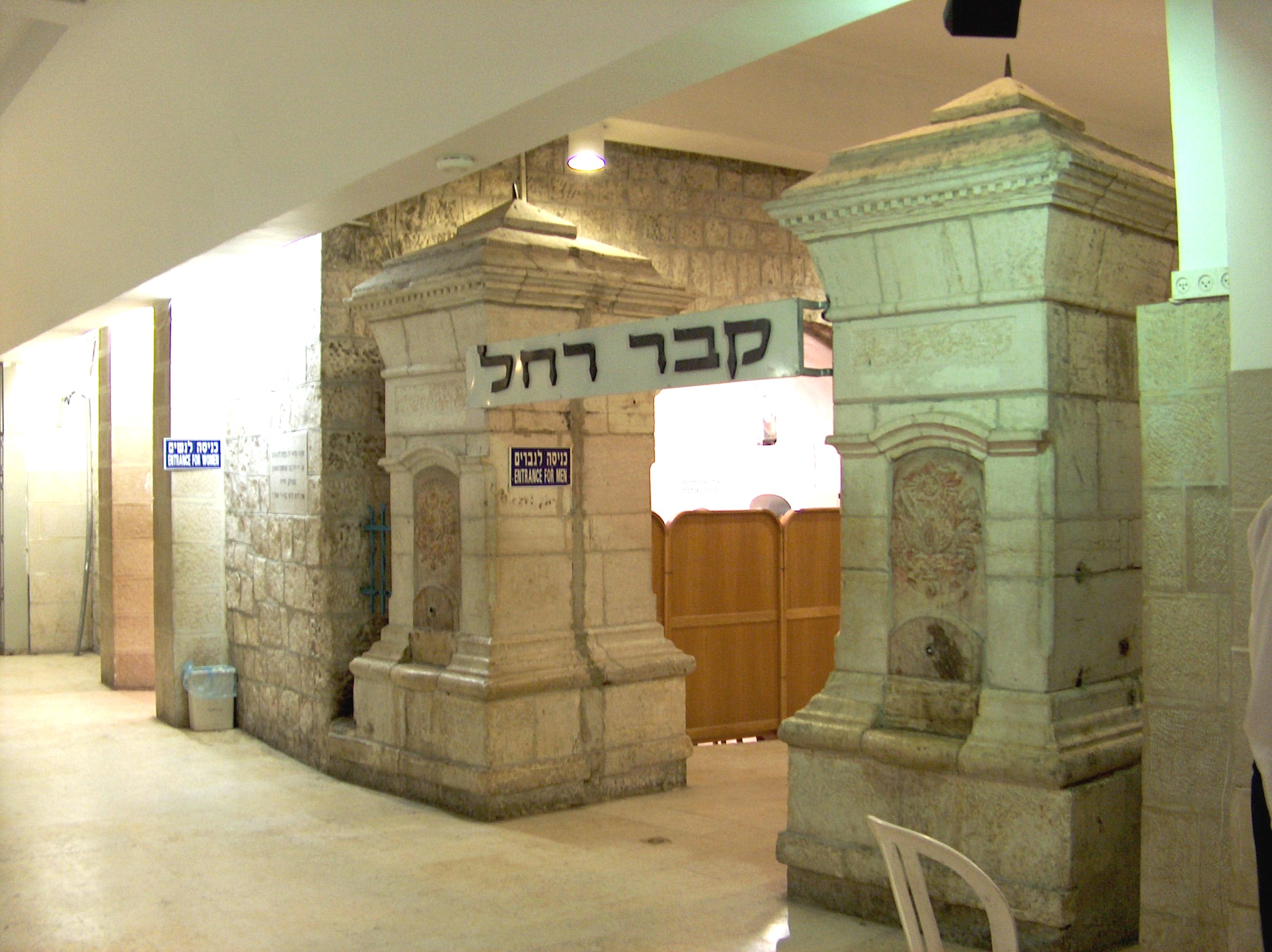
L'entrée du tombeau (2005)

Jusqu'au XIXe siècle, le tombeau constitué par le rocher était couvert d'un dôme supporté par quatre arches. En 1841, Sir Moses Montefiore obtint l'autorisation de restaurer la tombe. Il ajouta une deuxième pièce pour servir d'entrée et fit fermer l'espace sous le dôme pour que les pèlerins puissent s'abriter.
Entre 1948 et 1967, Bethléem étant sous contrôle jordanien, les Juifs ne purent plus accéder au tombeau.
Dans les années 1990, la structure originale du dôme fut progressivement fortifiée à cause de la détérioration de la sécurité du site. Le site est actuellement protégé par l'armée israélienne. Il est aujourd'hui complètement inclus à l'intérieur d'un bâtiment. On y accède uniquement via des véhicules blindés et il est difficile de retrouver l'aspect qu'avait le tombeau sur les photos du début du XXe siècle.
Depuis les années 1990, le site est appelé par les musulmans : Mosquée Bilal bin Rabah (en arabe : مسجد بلال بن رباح),. Le 21 octobre 2015, l'UNESCO adopte une résolution déclarant que le site « tombe de Rachel »/« Mosquée Bilal bin Rabah » était : « une partie intégrante de la Palestine. »

## Histoire

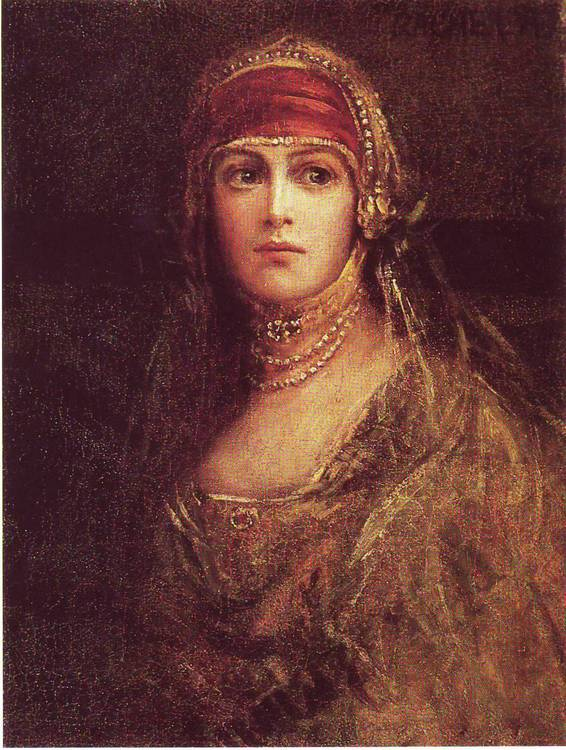
Rachela par Maurycy Gottlieb (v. 1850)

Rachel est une figure du premier livre de la Bible appelé Genèse. Si l'on n'a aucune certitude en ce qui concerne le tombeau de Rachel, il est en revanche certain que des lieux ont bel et bien été réellement vénérés comme tels. Ces lieux ont pu varier au cours du temps. On parle alors de « relocalisation » de ce lieu.
On commença à vénérer un lieu situé dans la proximité de la ville de Mizpa. Puis, quand la Judée pris de l'importance, le tombeau fut relocalisé plus au sud, près de Bethléem.

## Localisation du tombeau selon la Bible
La Genèse situe la mort de Rachel « sur le chemin d'Ephrata ». Une glose précise que cette ville doit être identifiée à Bethléem et le texte ajoute que le monument « subsiste encore aujourd'hui ». Or, Bethléem se situe dans le territoire de la tribu de Juda alors que le personnage de Rachel, mère de Benjamin, est lié à la tribu de Benjamin et à son territoire. Rachel meurt en chemin depuis Bethel, ville des Monts de Benjamin. 
Dans le livre de Jérémie (31:15), la voix de Rachel se fait entendre à Ramah, ville de la tribu de Benjamin au nord de Jérusalem. On a avancé que le « transfert » de la tombe de Rachel à Bethléem, la ville du roi David, dans le territoire de la tribu de Juda traduirait la volonté des Judéens de prendre l'ascendant sur les Benjamites, et pourrait être mis en lien avec la reconstruction de Jérusalem au cours de l'époque perse.

## Christianisme

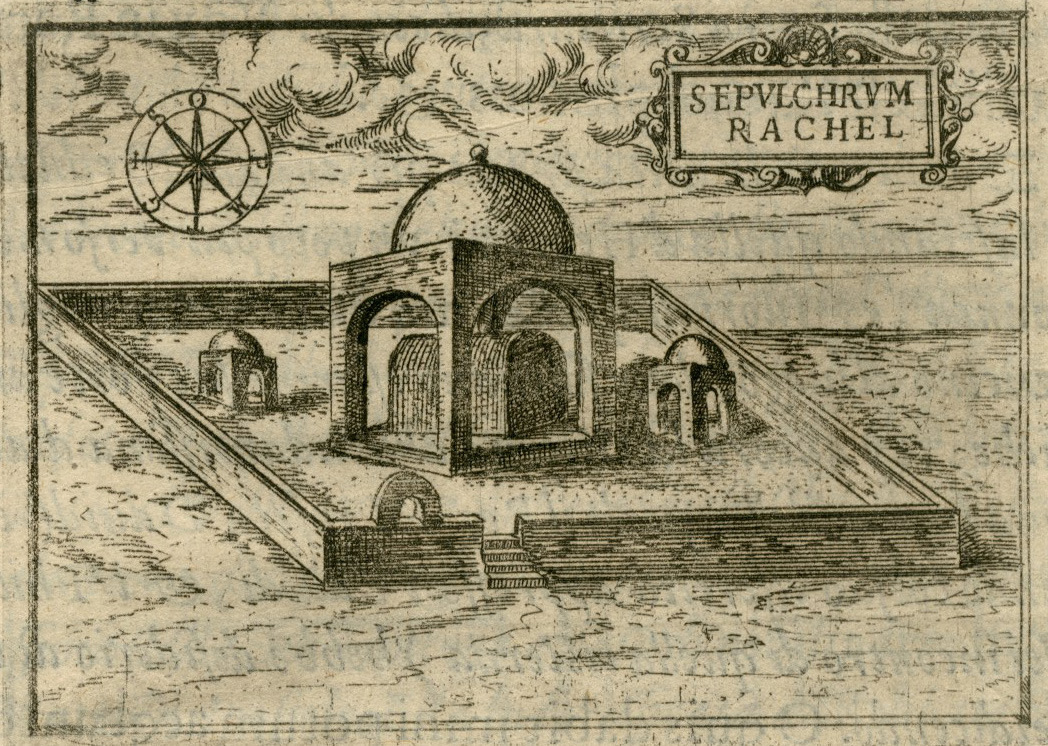
Tombeau de Rachel par Zuallart (1587)

« Une voix dans Rama s'est fait entendre... C'est Rachel qui pleure la mort de ses enfants. » En évoquant ce verset du Livre de Jérémie (31, 15), l'évangile de Matthieu (2, 18) veut expliquer la mort des Saints Innocents. 
Le lieu a été localisé près de Bethléem déjà dans Gn. 35, 19, et convenait donc bien à l'exégèse de l'évangéliste, mais les textes du début de l'époque royale suggèrent plutôt une ville de Rama dans le territoire de Benjamin (I Sm. 10, 2; Jos. 18, 25), près d'une Ephrata (Gn. 35, 19). La localisation de la tombe de Rachel s'est déplacée sans doute en même temps qu'un clan d'Ephratéens à Bethléem (cf. Mi. 5, 1; I Chr. 2, 30-31), Ephrata étant à l'origine un lieu benjaminite (Ephraïm dans II Sm. 13, 23, Ophra dans I Sm. 13, 17, Ephrôn dans II Chr. 13, 19, Aphéréma dans I Mac. 11, 34, et-Taiyibeh aujourd'hui, près de er-Ram).
Le lieu saint juif est visité par le Pèlerin de Bordeaux en 333. Le Lectionnaire chrétien de Jérusalem mentionne en dates du 20 février et du 18 juillet des dépositions de reliques dans la « tombe de Rachel », ce qui suggère que le lieu fut annexé par les chrétiens (détails ici). À l'époque de la Byzantine Eudocie, Hikélia fonda non loin de là une autre église qui entrait (à l'origine) dans le cycle de la Nativité de Jésus, le Kathisme. Le pèlerin Arculfe au début de l'époque arabe (VIIe siècle) dit que le tombeau était sans ornement, apparemment un simple monument ; à l'époque des croisades, il avait la forme d'une pyramide. En l'absence de fouilles, on peut se demander si la station liturgique n'est pas une église située près de la tombe elle-même.
L'apocryphe biblique L'Histoire de Joseph le charpentier en fait le lieu même de naissance de Jésus : « Et ma mère Marie me mit au monde, sur la route du retour à Bethléem, près du tombeau de Rachel, femme de Jacob le patriarche, qui fut la mère de Joseph et de Benjamin. »